# Urothemis aliena
Urothemis aliena is een libellensoort uit de familie van de korenbouten (Libellulidae), onderorde echte libellen (Anisoptera).
De wetenschappelijke naam Urothemis aliena is voor het eerst geldig gepubliceerd in 1878 door Selys.